# Segunda Federación (Frauenfußball)
Die Segunda Federación de Fútbol Femenino ist die dritthöchste Spielklasse im spanischen Frauenfußball. Sie wird seit 2022 ausgetragen. Die Liga untersteht dem spanischen Fußballverband.

## Geschichte
Die Segunda Federación der Frauen wurde in der Saison 2022/23 erstmals ausgetragen. Sie ist unterhalb der in einer Gruppe mit 14 Mannschaften ausgespielten Primera Federación und über der aus 18 Staffeln bestehenden Tercera Federación angesiedelt. Teilnahmeberechtigt waren zu Beginn 32 Mannschaften, die wiederum in zwei nach regionaler Nähe zusammengestellten Gruppen mit jeweils 16 Teams ein Rundenturnier bestritten. Gebildet wurde das Teilnehmerfeld in der ersten Austragung aus zwölf Absteigern aus der Segunda División sowie 20 Aufsteigern aus der Primera Nacional. Zur Saison 2025/26 wurde die Spielklasse reformiert, die Anzahl der Mannschaften wurde auf 42 erhöht, die nunmehr in drei Gruppen ein Rundenturnier bestreiten.

## Modus
An der Segunda Federación nehmen 42 Mannschaften in drei nach regionaler Nähe zusammengestellten Gruppen zu je 14 Teams teil. In jeder Gruppe wird ein Rundenturnier mit Hin- und Rückspiel ausgetragen, wodurch insgesamt 26 Spieltage stattfinden. Die drei Gruppensieger steigen in die Primera Federación auf. Die drei Letztplatzierten jeder Gruppe steigen in die Tercera Federación ab.

## Teilnehmer 2025/26
- SE AEM Lleida B
- CD Argual
- Real Avilés
- FC Levante Badalona B
- Balears FC
- Real Betis B
- Athletic Bilbao B
- Bizkerre FT
- Burgos CF
- CP Cacereño B
- As Celtas
- FC Córdoba
- Deportivo La Coruña B
- SD Eibar B
- FC Elche
- Espanyol Barcelona B
- CD Femarguín
- Futbolellas CFF
- CD Getafe Femenino
- FC Granada B
- Dinamo Guadalajara
- CD Guiniguada Apolinario
- Sporting Huelva
- SD Huesca
- CD Juan Grande
- Olympia Las Rozas
- Olímpico de León
- UD Levante B
- Madrid CFF B
- Atlético Madrid C
- FC Málaga
- FC Pozuelo de Alarcón
- CDE Racing Féminas
- Rayo Vallecano
- Real Sociedad B
- CD Samper
- Saragossa CFF
- Sportextremadura CD
- Sporting Gijón
- Real Unión de Tenerife
- CF Unión Viera
- Atlético Villalonga

## Chronologie der Aufsteiger
| Saison  | Aufsteiger in die zweite Spielklasse          |
| ------- | --------------------------------------------- |
| 2022/23 | CE Europa, Madrid CFF B, Atlético Madrid B    |
| 2023/24 | Balears FC, CD Getafe Femenino, Real Madrid B |
| 2024/25 | CE Europa, Fundación CDT, Real Oviedo         |